# Kanton Abbeville-1
Kanton Abbeville-1 (fr. Canton d'Abbeville-1) je francouzský kanton v departementu Somme v regionu Hauts-de-France. Tvoří ho 23 obcí a část města Abbeville. Zřízen byl v roce 2015.

## Obce kantonu
- Abbeville (část)
- Agenvillers
- Bellancourt
- Buigny-Saint-Maclou
- Canchy
- Caours
- Domvast
- Drucat
- Forest-l'Abbaye
- Forest-Montiers
- Gapennes
- Grand-Laviers
- Hautvillers-Ouville
- Lamotte-Buleux
- Millencourt-en-Ponthieu
- Neufmoulin
- Neuilly-l'Hôpital
- Nouvion
- Noyelles-sur-Mer
- Ponthoile
- Port-le-Grand
- Sailly-Flibeaucourt
- Le Titre
- Vauchelles-les-Quesnoy